# Pedro Reginaldo Lira
Pedro Reginaldo Lira (* 7. September 1915 in Salta, Provinz Salta, Argentinien; † 11. Dezember 2012 ebenda) war ein argentinischer römisch-katholischer Bischof.

## Leben
Pedro Reginaldo Lira studierte Theologie und Philosophie an den Priesterseminaren in Salta, Catamarca und Buenos Aires. Am 21. September 1938 empfing er die Priesterweihe durch den Erzbischof von Salta, Roberto José Tavella SDB. Er war in vielfältigen Positionen in der Seelsorge tätig, 1948 Generalvikar in Salta und Leiter der religiösen Bildung im Erzbistum Salta. 
Am 16. Juli 1958 ernannte ihn Papst Pius XII. zum Titularbischof von Tenedus und zum Weihbischof im Erzbistum Salta. Die Bischofsweihe spendete ihm Erzbischof Roberto José Tavella am 7. September 1958; Mitkonsekratoren waren Emilio Antonio di Pasquo, Bischof von San Luis, und Manuel Menéndez, Weihbischof in Buenos Aires.
Am 12. Juni 1961 erfolgte die Ernennung zum ersten Bischof von San Francisco durch Papst Johannes XXIII. Die Amtseinführung fand am 27. Oktober desselben Jahres statt. Er war Teilnehmer der beiden ersten Sitzungsperioden des Zweiten Vatikanischen Konzils.
Er trat am 22. Juni 1965 aus gesundheitlichen Gründen vom Amt zurück und wurde von Papst Paul VI. zum Titularbischof von Castellum in Mauretania ernannt; 1967 wurde er zum Weihbischof im Erzbistum Salta ernannt. Seinem Rücktrittsgesuch gab Papst Paul VI. am 15. Mai 1978 statt.
Pedro Reginaldo Lira war langjähriger Professor für Philosophie und Theologie und lehrte am Priesterseminar in Salta, am Theologischen Seminar der Franziskaner sowie an verschiedenen Instituten. An der Katholischen Universität von Salta war er Rektor. 1995 wurde er emeritiert. Er verbrachte seinen Lebensabend auf dem Landgut Orco Huasi in La Calderilla, einer Siedlung nördlich von Salta. In der dortigen Kapelle wurde er beigesetzt.

## Ehrungen
Pedro Reginaldo Lira wurde 1999 mit der Olimpia de Salta geehrt und vom Instituto Sanmartiniano de Salta zum Ehrenpräsidenten auf Lebenszeit ernannt. 2004 wurde er mit der Ehrenbürgerwürde der Landesregierung und der Stadt Salta geehrt.